# Hugo Silva (acteur)
Hugo Silva (Madrid, 10 mei 1977) is een Spaans acteur.

## Biografie
Silva studeerde aan de Real Escuela Superior de Arte Dramatico, de oudste theaterschool van Spanje. Zijn eerste grote rol was in de tv-serie Al salir de clase. Een volgende groter rol was in 2005 in Los Hombres de Paco. In 2019 speelde hij in Brigada Costa del Sol en in 2021 in La cocinera de Castamar.